# Sibatania arizana
Sibatania arizana är en fjärilsart som beskrevs av Alfred Ernest Wileman 1911. Sibatania arizana ingår i släktet Sibatania och familjen mätare. Inga underarter finns listade i Catalogue of Life.